# Skały Puchacza

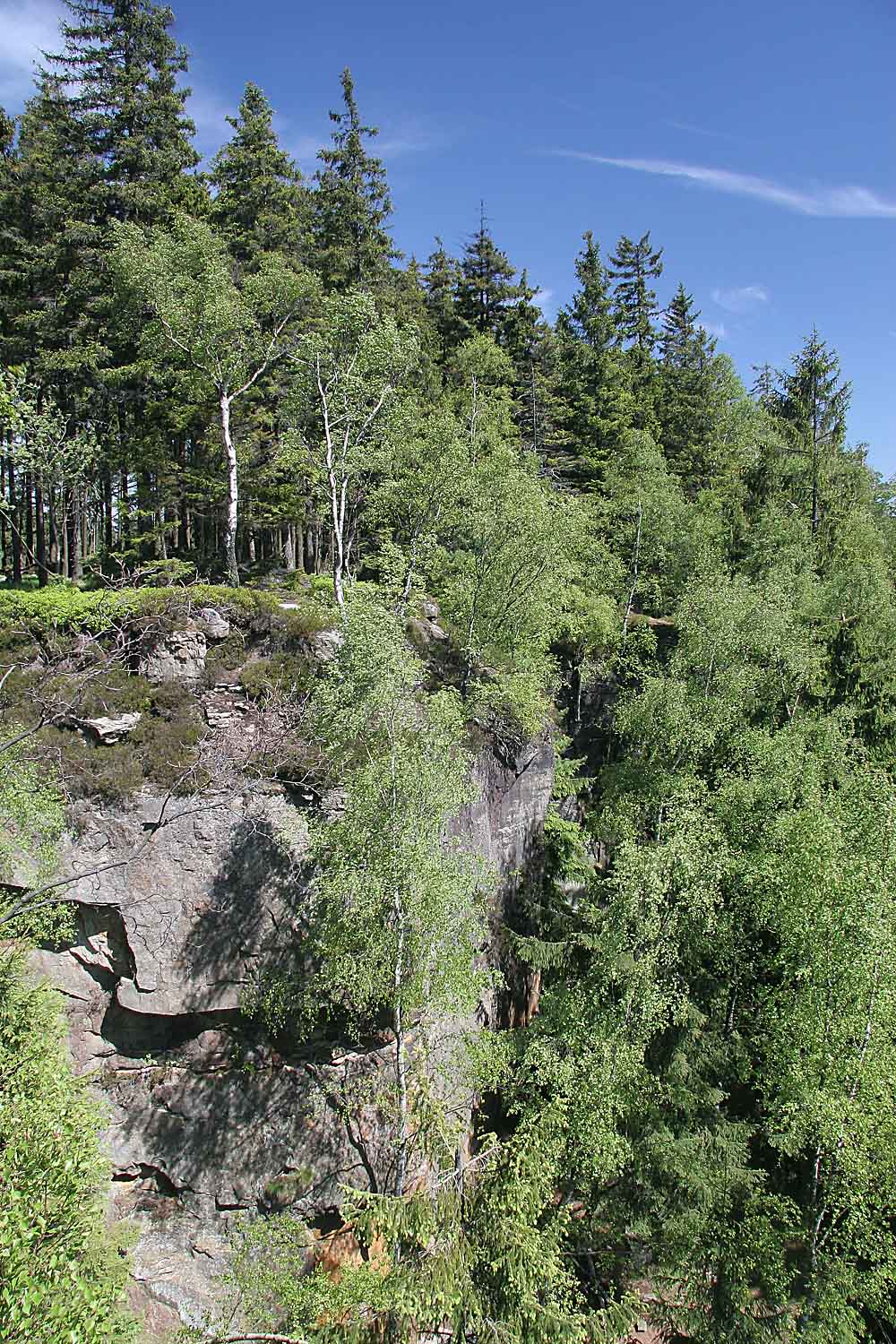
Ściana wyrobiska

Skały Puchacza, Sowie Skały (niem. Uhustein, 730 m n.p.m.) – skały piaskowcowe odsłonięte robotami eksploatacyjnymi kamieniołomu w Sudetach Środkowych w Górach Stołowych.

## Położenie
Skały usytuowane są na terenie Parku Narodowego Gór Stołowych, na północny wschód od Łężyc, na południowej krawędzi środkowego piętra Gór Stołowych, między Narożnikiem a Urwiskiem Batorowskim.
Skały Puchacza to odsłonięte kilkudziesięciometrowe urwisko skalne w piaskowcu, będące wyrobiskiem poeksploatacyjnym pozostałym po dawnym kamieniołomie piaskowca, który uruchomiony został w drugiej połowie XIX wieku i czynny był jeszcze po II wojnie światowej. Zachowały się tam ściany i górna krawędź wyrobiska będąca dobrym punktem widokowym oraz kamienna pochylnia służąca do transportu pozyskanych bloków piaskowca.

## Zabytki
Na wschód od wyrobiska, na krawędzi wierzchowiny stoi mała kapliczka i kamienny krzyż z 1818 roku.

## Turystyka
Na Skałach Puchacza spotykają się szlaki turystyczne:
- Karłów – Lisia Przełęcz – Skały Puchacza – Duszniki-Zdrój,
- Polanica-Zdrój - Batorów - Skała Józefa - Skały Puchacza - Karłów.

Na krawędzi urwiska znajduje się punkt widokowy z panoramą na Obniżenie Dusznickie (m.in. Łężyce), Góry Bystrzyckie, Orlickie i Wzgórza Lewińskie oraz na Urwisko Batorowskie. Krawędzie urwiska są niezabezpieczone, a ponadto istnieje niebezpieczeństwo obrywów.